# گورستان آبگرم کوار
قبرستان آبگرم کوار مربوط به سدهٔ ۶ و ۷ ه.ق است و در شهرستان شیراز، بخش کوار، دهستان فرمشکان، انتهای روستای آباده آبگرم واقع شده و این اثر در تاریخ ۳۰ بهمن ۱۳۸۶ با شمارهٔ ثبت ۲۰۹۷۸ به‌عنوان یکی از آثار ملی ایران به ثبت رسیده است.